# Pfarrkirche Loimersdorf

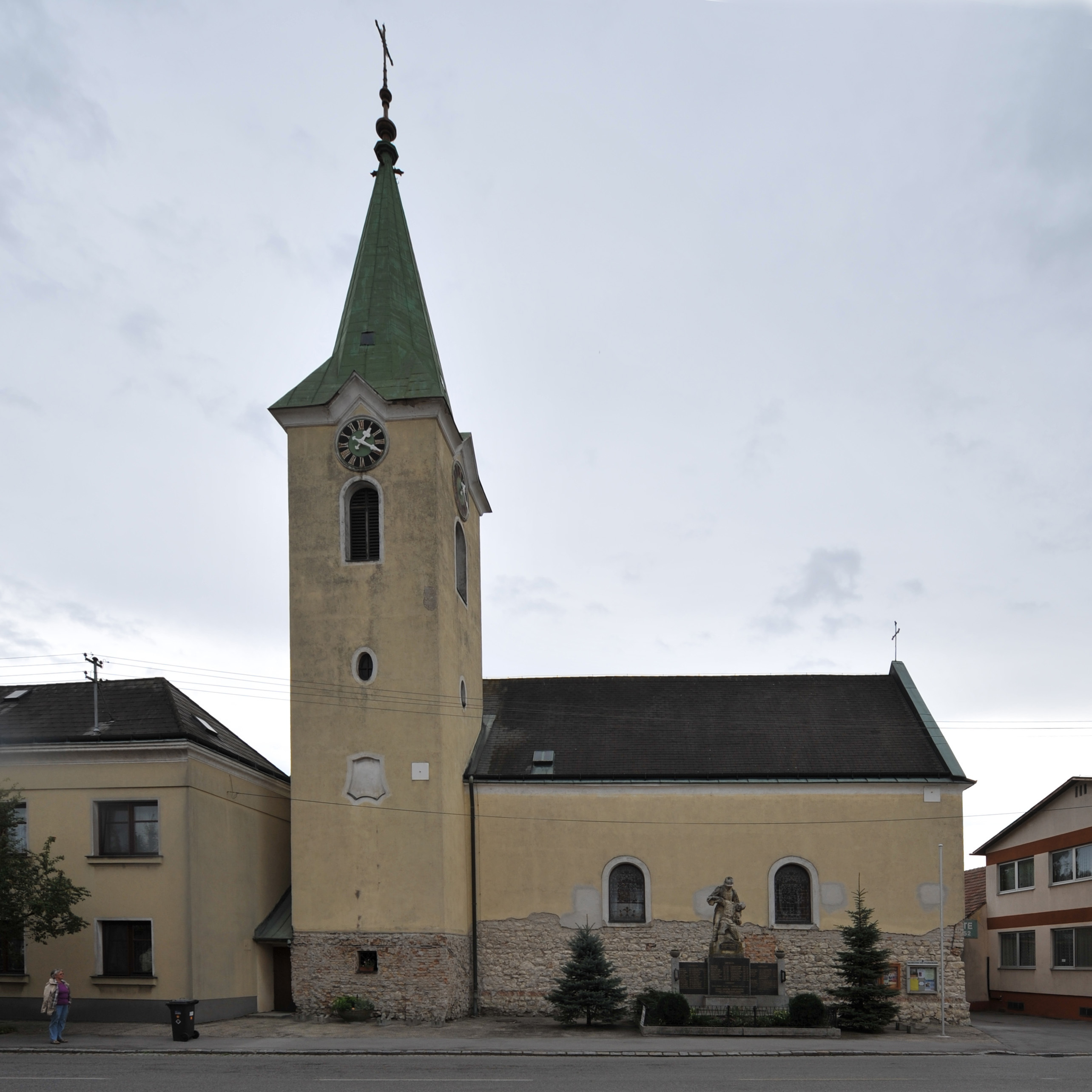
Kath. Pfarrkirche hl. Magdalena in Loimersdorf

Die römisch-katholische Pfarrkirche Loimersdorf steht in der Ortschaft Loimersdorf in der Gemeinde Engelhartstetten im Bezirk Gänserndorf in Niederösterreich. Sie ist der heiligen Maria Magdalena geweiht und gehört zum Dekanat Marchfeld im Vikariat Unter dem Manhartsberg der Erzdiözese Wien. Das Bauwerk steht unter Denkmalschutz.

## Lagebeschreibung
Die Kirche steht in der Ortsmitte der Ortschaft Loimersdorf.

## Geschichte
Die im Kern gotische Kirche wurde im 14. Jahrhundert errichtet. 1726 wurde sie barockisiert. Um 1850 wurde sie zur Pfarrkirche erhoben.

## Kirchenbau
Kirchenäußeres
Die Kirche ist ein kleiner Barockbau. Der Chor und der Kirchturm, ein ehemaliger Wehrturm, sind im Kern gotisch. Die Westfassade ist schlicht gestaltet und stammt aus dem Jahr 1726. Das Langhaus weist Rundbogenfenster auf. Der Polygonalchor ist leicht eingezogen. Gegen Norden schließt der gedrungene Turm mit Spitzhelm an. Südlich ist die Sakriste aus der Mitte des 19. Jahrhunderts angebaut.
Kircheninneres
Das niedrige Langhaus ist dreijochig und platzlgewölbt. Es lagert zwischen Gurtbögen auf kräftigen Wandpfeilern. Die dreiteilige unterwölbte Orgelempore ruht auf Pfeilern. Der Triumphbogen ist schmal ausgeführt. Der einjochige Chor ist leicht versetzt und endet im 5/8-Schluss. Darüber ist zwischen Gurtbögen Platzlgewölbe mit Stichkappen. Im Gewölbe ist ein Fresko, das die „Auferstehung“ zeigt, von Alexander Rothaug vom Anfang des 20. Jahrhunderts. Das nördliche Turmerdgeschoß ist kreuzgewölbt.

## Ausstattung
Der Hochaltar wurde Ende des 19. Jahrhunderts in romanisierenden Formen gebaut. In den Nischen stehen Figuren der heiligen Maria Magdalena, des heiligen Josefs und des heiligen Leonhard. Seitlich sind Engelsfiguren. Die Kreuzwegbilder stammen aus der zweiten Hälfte des 19. Jahrhunderts. Die Glasfenster wurden 1946 geschaffen.

## Orgel
Die Orgel mit 8 Registern befindet sich in einem historisierenden Gehäuse aus dem Jahr 1840.

## Glocken
Die Glocke wurde 1828 von Barbara Firlinger gegossen.